# Niżni Cubryński Przechód
Niżni Cubryński Przechód (słow. Nišný čubrinský priechod) – położone na wysokości około 1835 m płytkie siodełko we wschodniej grani Cubryny w Tatrach Polskich. Znajduje się pomiędzy szczytem Cubryńskiej Kazalnicy (ok. 1836 m) a Cubryńskim Koniem (ok. 1870 m). Cubryński Koń opada na siodełko pionowym uskokiem, wierzchołek Cubryńskiej Kazalnicy natomiast od strony siodełka jest zupełnie niepozorny.
Nazwę przechodu wprowadził Władysław Cywiński w 8 tomie przewodnika „Tatry”.

## Drogi wspinaczkowe
Przez Nizni Cubryński Przechód prowadzą dwie taternickie drogi wspinaczkowe:
1. Trawers Ratowników; I, jedno miejsce II
2. Droga Vogla (wschodnim filarem Turni Zwornikowej)' V. 4h[2].